# Hard as a Rock
«Hard as a Rock» es una canción y un sencillo de la banda australiana de hard rock AC/DC. Es el primer sencillo del álbum de estudio Ballbreaker, lanzado en 1995 y se convirtió en su segundo N.º 1 en la lista de música rock del Billboard, después de "Big Gun", lanzado en 1993. 
Las actuaciones en vivo de la canción se incluyen en el DVD de AC/DC, No Bull (de los cuales una versión de audio se encuentra en la edición australiana de Stiff Upper Lip) y Stiff Upper Lip Live y también aparece en el DVD recopilatorio Plug Me In, lanzado en 2007.

## Lista de canciones
CD
1. «Hard as a Rock» – 4:30
2. «Caught with Your Pants Down» – 4:14

Versión LP
1. «Hard as a Rock» (Versión LP) – 4:30
2. «Caught with Your Pants Down» (Versión LP) – 4:14

## Video musical
El video musical para esta canción fue dirigido por David Mallet, y se grabó en los estudios Bray, en Windsor, Berkshire. Muchos fanes se reunieron para ser parte del video y pueden ser vistos frente al escenario y detrás de las rejas que rodean el escenario donde la banda estaba tocando. 
Además, en el video el guitarrista Angus Young se encuentra tocando su Gibson SG sobre una bola de demolición que destruye un edificio. Angus Young había dicho en el documental que tenía miedo a las alturas antes de hacer el video. El videoclip puede ser visto en la versión en DVD de No Bull (que también incluye el documental sobre cómo se hizo el video) y en el álbum recopilatorio Backtracks.

## Personal
- Brian Johnson – voz
- Angus Young – guitarra
- Malcolm Young – guitarra rítmica, voz secundaria
- Cliff Williams – bajo, voz secundaria
- Phil Rudd – batería, percusión

## Posicionamiento en listas
| País           | Lista (1995)                     | Posición |
| -------------- | -------------------------------- | -------- |
| Alemania       | Media Control AG                 | 25       |
| Australia      | ARIA Singles Chart               | 14       |
| Bélgica        | Ultratop 50 flamenca             | 30       |
| Estados Unidos | Billboard Mainstream Rock Tracks | 1        |
| Finlandia      | Finnish Singles Chart            | 1        |
| Francia        | SNEP Singles Chart               | 26       |
| Irlanda        | Irish Singles Chart              | 28       |
| Noruega        | VG-lista                         | 4        |
| Nueva Zelanda  | RIANZ Singles Chart              | 16       |
| Reino Unido    | UK Singles Chart                 | 33       |
| Suecia         | Hitlistan                        | 19       |
| Suiza          | Swiss Singles Chart              | 28       |

### Sucesión en listas
| Anterior: «Tuhat yötä» de Samuli Edelmann con Sani | Finnish Singles Chart — Sencillo Nro 1 38.ª semana de 1995 — 39.ª semana de 1995      | Siguiente: «Man on the Edge» de Iron Maiden |
| Anterior: «Tomorrow» de Silverchair                | Mainstream Rock Tracks — Sencillo Nro 1 14 de octubre de 1995 — 28 de octubre de 1995 | Siguiente: «Name» de Goo Goo Dolls          |